# عمو بابا
عمانويل داود المعروف ب-عمو بابا (بالسريانية: ܥܡܘ ܒܒܐ) (27 تشرين الثاني/نوفمبر 1934 - 27 أيار/مايو 2009)، مدرب كرة قدم عراقي ولاعب سابق في صفوف منتخب العراق لكرة القدم، ولد وترعرع في مدينة الحبانية (98 كيلومترًا غرب بغداد)، وبدأ حياته الرياضية بعيدًا عن كرة القدم فكان بطل العراق في 400 موانع (ألعاب قوى)، وبطل الرصافة بكرة المضرب ، وكان أول من اكتشف موهبته الكروية المدرب والمعلق الرياضي المشهور إسماعيل محمد، ففي عام 1950 م، وأثناء بطولة مدارس العراق في ملعب الكشافة، شاهد إسماعيل محمد لاعب في فريق مدرسة الحبانية الإبتدائية لـ(محافظة الأنبار)، فاستدعاه ليسأله عن إسمه فقال: عمانؤيل! وجريا على العادة الإنكليزية في إطلاق أسماء مختصرة فقد قرر إسماعيل محمد أن يكون اسم اللاعب عمو بابا إعتبارًا من ذلك اليوم، وفي عام 1951 م، شارك العراق في الدورة العربية المدرسية في القاهرة، وفي مباراة العراق ومصر منح المدرب إسماعيل محمد الفرصة لعمو بابا للمشاركة لأول مرة، وبعد إنتهاء الدورة قال له : ستصبح نارًا على علم في يوم ما ! ظلّ عمو بابا يدرب لاعبين صغار السن في أكاديمية أسسها في بغداد، بينما تقيم عائلته في شيكاغو في الولايات المتحدة وذلك حتى وفاته في السابع والعشرين من آيار/ مايو 2009.

## إنجازاته الرياضية

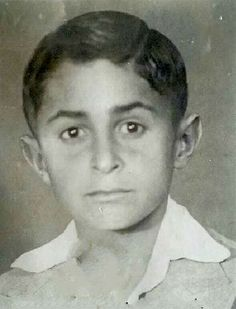
عمو بابا في الاربعينات

قاد عمو بابا فريق المنتخب العراقي في 123 مباراة دولية وودية، وحقق العديد من الإنجازات، ومن بينها الميدالية الذهبية في دورة الألعاب الآسيوية في الهند عام 1982 م، ولقب بطولة الخليج العربي ثلاث مرات، وهو صاحب أول هدف دولي لمنتخب العراق في عام 1957 م، في شباك منتخب المغرب أثناء بطولة كأس العرب الثانية ، وأول من نفّذ ضربة (double kick) في العراق  اعتزل اللعب مبكراً نتيجة إصابة وتوجه نحو التدريب في عام 1966 م، مع نادي المواصلات العامة في بغداد ثم قام بتديب منتخب العراق العسكري لكرة القدم وقاد الفريق للحصول على كأس العالم العسكرية لكرة القدم للأعوام 1972، 1977، 1979. وتسلم مهمة تدريب منتخب العراق لكرة القدم عام 1979 م، وفاز الفريق في تلك السنة بكأس الخليج العربي لكرة القدم 1979، وقاد منتخب بلاده إلى حمل لقب كأس الخليج العربي للأعوام 1979 و 1982 و 1984، والوصول إلى نهائيات الألعاب الأولمبية 3 مرات أعوام 80 و 84 و 88، وإلى إحراز كأس العرب وذهبية دورة الألعاب الآسيوية. وأشرف على المدرسة الكروية التابعة للاتحاد العراقي لكرة القدم.
وأكبر إنجاز له هو قيادة منتخب العراق في المباراة الأخيرة فقط أمام منتخب سوريا للتصفيات المؤهلة إلى نهائيات كأس العالم لكرة القدم عام 1986 في المكسيك حيث أن المدير الفني للمنتخب العراقي المدرب واثق ناجي لم يستطع المشاركة في المباراة الأخيرة ذهاباً وإياباً أمام المنتخب السوري فقد كلّف الاتحاد العراقي المدرب المعروف عمو بابا لقيادة المنتخب العراقي فقط خلال المباراة الأخيرة أمام منتخب سوريا. ومن الجدير بالذكر أن المدير الفني للمنتخب العراقي واثق ناجي اعتمد على الثلاثي حسين سعيد وأحمد راضي وكريم صدام في تحقيق النصر الكبير بتأهل منتخب العراق لكرة القدم لأول مرة بتاريخه إلى كأس العالم لكرة القدم وخصوصاً في المباراة الحاسمة أمام المنتخب الإماراتي بقيادة المدرب البرازيلي كارلوس ألبرتو بيريرا. ولذلك فإن المدرب عمو بابا أتم مسيرة زميلهِ المدرب واثق ناجي في المباراة الأخيرة بالاعتماد على هذا الثلاثي لتحقيق الفوز على منتخب سوريا لكرة القدم.
على الصعيد المحلي قاد عمو بابا فريق نادي الطلبة إلى كأس الدوري العراقي عام 1981 وقام بتدريب نادي الزوراء عام 1994. في أغسطس 2005 م، واختارت اللجنة الأولمبية ووزارة الرياضة في السويد عمو بابا، سفيراً للرياضة العراقية لدى السويد، تثميناً لتأريخه الزاخر بالإنجازات مع المنتخبات العراقية.

## إنجازات وألقاب وأرقام
أولاً إنجازاته الخارجية
- قاد المنتخب العراقي في 123 مباراة دولية وودية، وحقق العديد من الإنجازات
- الميدالية الذهبية في دورة الألعاب الآسيوية في الهند 1982
- لقب بطولة الخليج 3 مرات صاحب
- أول هدف دولي لمنتخب العراق في عام 1957 في شباك منتخب المغرب أثناء بطولة كأس العرب الثانية
- أول من نفذ ضربة (double click) في العراق
- اعتزل اللعب مبكرا نتيجة إصابة وتوجّهَ نحو التدريب
ثانياً إنجازاته في التدريب
- في عام 1966 مع نادي المواصلات العامة في بغداد
- قام بتدريب منتخب العراق العسكري لكرة القدم وقاد الفريق للحصول على كاس العالم العسكري لكرة القدم للأعوام 1972، 1977، 1977
- تسلّم مهمة تدريب منتخب العراق لكرة القدم عام 1979 وفاز الفريق في تلك السنة بكأس الخليج العربي لكرة القدم 1979، قاد منتخب بلاده إلى حمل لقب كأس الخليج أعوام 1979 و 1982 و 1984
- الوصول إلى نهائيات الألعاب الأولمبية 3 مرات أعوام 80 و 84 و 88
- إحراز كأس العرب
- ذهبية دورة الألعاب الآسيوية
- أكبر إنجاز له هو قيادة منتخب العراق إلى نهائيات كأس العالم لكرة القدم عام 1986 في المكسيك
ثالثاً على الصعيد المحلي
- قاد عمو بابا فريق نادي الطلبة إلى كأس الدوري العراقي عام 1981
- قام بتدريب نادي الزوراء عام 1994
- في أغسطس 2005 اختارت اللجنة الأولمبية ووزارة الرياضة في السويد عمو بابا، سفيراً للرياضة العراقية لدى السويد، تثمينا لتاريخه الزاخر بالإنجازات مع المنتخبات العراقية
- مُنح لقب مدرب القرن العشرين من قبل لجنة المحريين الرياضيين في نقابة الصحافيين العراقيين في استفتاء العام الماضي
- أشهر لاعبي زمانه وهداف العراق الأول في العقدين الخامس والسادس من القرن العشرين
- جال في القارات الخمس وزار معظم دول العالم .

## الإحصائيات التدريبية
| سجل إحصاءات عمو بابا التدريبية |     |     |       |     | |
| السنوات                        | لعب | فاز | تعادل | خسر | الإنجازات |
| 1978–1979                      | 18  | 14  | 2     | 2   | المركز الرابع - دورة الألعاب الآسيوية 1978 بطل - كأس الخليج العربي 1979                                                              |
| 1981–1984                      | 64  | 34  | 20    | 9   | بطل - بيستابولا ميرديكا 1981 بطل - دورة الألعاب الآسيوية 1982 التأهل إلى الألعاب الأولمبية الصيفية 1984 بطل - كأس الخليج العربي 1984 |
| 1987–1988                      | 40  | 23  | 11    | 6   | التأهل إلى الألعاب الأولمبية الصيفية 1988 بطل - كأس الخليج العربي 1988                                                               |
| 1988–1989                      | 12  | 4   | 4     | 4   | بطل - كأس العرب 1988 |
| 1993                           | 4   | 1   | 3     | 0   | |
| 1996                           | 2   | 2   | 0     | 0   | |
| 1996                           | 2   | 2   | 0     | 0   | |
| 1997                           | 1   | 1   | 0     | 0   | |
| المجموع                        | 143 | 81  | 40    | 21  | |

## نداء إستغاثة
في مايو 2006 وجه عمو بابا نداء إستغاثة، بعدما إضطر الأطباء لبتر أصابع قدميه في أحد مستشفيات الأردن متأثرًا من تفاقم مرض السكري حيث وحسب تعبيره «أدار الجميع من مسؤولي الرياضة في بلاده له ظهره بالرغم من قضائه 56 عامًا في خدمة كرة القدم العراقية». وقد أثارت هذه الإستغاثة إستغرابًا من قبل الشارع الرياضي العراقي حيث أن عمو بابا يعتبر علمًا من أعلام كرة القدم في العراق وتم تغطية تكاليف العلاج من قبل الرئيس مسعود بارزاني رئيس إقليم كوردستان العراق ورئيس دولة الإمارات العربية المتحدة مع إهمال واضح من قبل حكومة العراق مع العلم أن عمو بابا يلقب بشيخ المدربين.

## وفاته
توفي في 27 أيار/مايو 2009 في مستشفى دهوك للطوارئ بعد أن طرأ تغيّر مفاجئ على صحته. وشهد تشييع جثمانه حضور رسمي على أعلى المستويات امتناناً له كلاعب ومدرب كبير، وأُجريت مراسيم جنازته في كاتدرائية مريم العذراء للكنيسة الشرقية القديمة ببغداد وقد دُفن حسب وصيته في ملعب الشعب الذي شهد تألقه كلاعب ومدرب.

## وصلات خارجية
- عمو بابا على موقع ناشيونال فوتبول تيمز (الإنجليزية)
- عمو بابا على موقع أوليمبيديا (الإنجليزية)